# Mantophasmatodea
Los mantofasmatodeos (Mantophasmatodea) son un suborden de insectos del orden Notoptera descubierto en el año 2002, el primero que se ha descrito desde 1914. Sus descubridores propusieron el nombre común de gladiadores para denominarlos. Se trata de insectos carnívoros que habitan en el oeste de Sudáfrica y  Namibia (macizo de Brandberg), pero fósiles del Eoceno sugieren una distribución más amplia en el pasado.
Los miembros de este suborden son ápteros. Parecen una mezcla entre mantis e insecto palo y evidencias moleculares indican que están más cercanos evolutivamente de estos últimos y del suborden Grylloblattodea, también enigmático.
Fueron descritos inicialmente a partir de cinco especímenes vivos encontrados en Namibia y Tanzania (Mantophasma zephyra y M. subsolana) y de un espécimen fósil del ámbar báltico de 45 millones de años de antigüedad (Rhaptophasma kerneggeri).
Los autores del artículo en que se describe el nuevo suborden indican que no puede excluirse categóricamente que los dos especímenes de Mantophasma sean de la misma especie, y que la diferencia de tamaño refleje en realidad su dimorfismo sexual, pero es poco probable debido a la amplia separación geográfica de las localidades de captura de los mismos.

## Clasificación
Las tres primeras especies fueron clasificadas como sigue:
- Familia Mantophasmatidae
  - Mantophasma zephyra
  - Mantophasma subsolana
  - Rhaptophasma kerneggeri†

No obstante, especímenes adicionales y estudios genéticos ha conducido a la descripción de numerosas especies y dos nuevas familias:
- Familia Tanzaniophasmatidae
  - Tanzaniophasma subsolana - Tanzania
- Familia Mantophasmatidae
  - Mantophasma zephyra - Namibia
  - Sclerophasma paresisensis - Namibia
- Familia Austrophasmatidae
  - Austrophasma caledonensis - Sudáfrica
  - Austrophasma gansbaaiensis - Sudáfrica
  - Austrophasma rawsonvillensis - Sudáfrica
  - Lobophasma redelinghuysensis - Sudáfrica
  - Hemilobophasma montaguensis - Sudáfrica
  - Karoophasma biedouwensis - Sudáfrica
  - Karoophasma botterkloofensis - Sudáfrica
  - Namaquaphasma ookiepensis - Sudáfrica
- Incertae sedis
  - Rhaptophasma kerneggeri† zona del Báltico y Escandinava
  - Praedatophasma maraisi - Namibia
  - Tyrannophasma gladiator - Namibia